# Alper Kekeç
Alper Kekeç (Istanboel, 15 februari 1975) is een Turkse percussionist die bekend is om zijn gebruik van traditionele Turkse instrumenten zoals de darboeka en de bendir in zijn muziek. Hij begon al op jonge leeftijd te spelen op de darboeka. Hij studeerde muziek aan de Universiteit van İzmir en vervolgens aan het Conservatorium van Amsterdam, waar hij zijn muzikale vaardigheden verder ontwikkelde.
Kekeç was lid van diverse groepen, waaronder percussiegroep Drums United, het Cununa Ensemble, het Ma'tut Music Ensemble en Umuda Ezgi. Met die laatste band heeft hij twee albums uitgebracht. Kekeç heeft daarnaast opgetreden met veel verschillende muzikanten. Zo trad hij op met het Metropole Orkest, Karsu, Mehmet Polat, Flip Noorman, Artvark en Derya Türkan. Hij werkte mee aan het project Bach & Sufi van het Nederlands Blazers Ensemble en speelde mee op albums van de Turks-Nederlandse oed-speler Mehmet Polat. Hij is ook te horen op compilatiealbums met Turkse muziek. In 2017 trad Kekeç met Sinan Arat op in Vrije Geluiden.
Naast zijn carrière als professioneel muzikant, geeft Kekeç als docent ook les in percussie binnen het Global Groove Program van het Conservatorium van Amsterdam  en aan het Conservatorium van Rotterdam. Ook geeft hij workshops over de Turkse muziektraditie.